# Offerle (Kansas)
Offerle – miasto położone w Hrabstwie Edwards.